# Stade des Chartrons
Le stade des Chartrons est un ancien stade situé à Bordeaux dans le quartier des Chartrons.

## Historique
Le stade était situé dans le quartier des Chartrons sur l'îlot situé entre le cours Saint-Louis, le cours Balguerie-Stuttenberg, la rue de Leybardie et la rue Chantecrit. À son ouverture, il dispose d'une capacité d'environ 10 000 places, grâce au démontage et déplacement des tribunes du Parc Lescure pour permettre la rénovation de ce dernier en 1938. Le stade est inauguré le 18 septembre 1938 lors d'un match opposant les Girondins de Bordeaux à Dunkerque,. Lors de ce premier match, les places se vendent entre 5 francs (pelouses à proximité du terrain) et 12,50 francs pour les grandes tribunes. Les bordelais l'emportent par 8 buts à 1.
Jusqu'en 1958 l'équipe bordelaise jouera dans ce stade en alternance avec le parc Lescure, futur stade Chaban-Delmas. Le dernier match joué au stade des Chartrons est probablement une victoire 1-0 contre le Stade français le 17 septembre 1958. Le stade sera utilisé comme terrain d'entraînement jusqu'en 1962 et l'acquisition par le club du domaine de Rocquevieille à Mérignac. Le stade est alors cédé à la mairie de Bordeaux ou, selon d'autres sources, à la société immobilière que préside Louis-Bernard Lévy (neveu de Jean-Bernard Lévy), qui deviendra en 1967 président d'honneur des Girondins.